# Samojed
Samojed je pasma psa, ki je ime dobila po Samojedih, prebivalcih Sibirije. Ti so gojili bele pse, da bi jim pomagali pri vleki sani in ponoči greli lastnike.

## Izgled
Samci po navadi tehtajo od 20 do 32,5 kg, samice pa od 17 do 25 kg. Plečna višina samcev znaša od 53 do 60 cm, samic pa od 48 do 53 cm.

### Oči
Samojed ima črne ali rjave oči mandljaste oblike. Druge barve oči pri kinoloških tekmovanjih niso dovoljene.
Mladiči imajo svetlo modre oči, ki se po nekaj mesecih spremenijo v svetlo rjavo, nato pa v roku enega meseca v lešnikovo barvo.

### Ušesa
Samojedova ušesa so debela ter dobro poraščena. So trikotne oblike in pokončna. Če se pri mladiču do tretjega meseca ušesa ne dvignejo, jim je treba ob bazi skrajšati dlako. Povešena ušesa so na lepotnih tekmovanjih izključujoča napaka.

### Rep
Rep je zavihan preko hrbta in se ga tudi dotika. V mrzlem vremenu lahko samojedi spijo z repom preko smrčka in si tako zagotovijo dodatno toploto. Ko je samojed sproščen ali v napetosti, rep spusti, vendar ga kmalu spet zaviha.

### Kožuh
Samojedi imajo gost dvojni kožuh, ki se menja dvakrat (lahko tudi enkrat) na leto. Zgornji plašč je sestavljen iz močnih, dolgih in ravnih dlak, ki se zdijo bele, imajo pa nadih srebrnkaste barve. Ta del ohranja spodnji del relativno čist. Spodnji kožuh je gosto, mehko ter kratko krzno, ki ohranja toploto. 
Samojedova barva kožuha je bela, kremna ali zmes obojih. Na pasjih tekmovanjih so dovoljene bela, kremna in snežno bela barva. Samci imajo po navadi daljši kožuh kot samice, ki pa imajo dlako daljšo na trupu.
Za samojede je značilno, da se sami čistijo, zato kopanje ni potrebno več kot enkrat do dvakrat na leto. Umazanija običajno odpade z zgornjega dela kožuha, kar omogoča psu, da obdrži zelo čist videz. 
Še ena posebnost te pasme odsotnost neprijetnega vonja, značilnega za pse, zaradi česar je še posebej primerna za življenje v hiši. Debel plašč lahko povzroči, da so visoke poletne temperature za psa izrazito neprijetne, zato se v vročih dneh raje zadržuje v notranjosti, kjer je zrak ohlajen.

## Temperament
Ker so samojedi zelo prijazne narave, se ne obnesejo prav dobro kot čuvaji. Zato pa so toliko bolj prijetni kot zvesti spremljevalci in tudi v starejših letih ostanejo igrivi. Samojedi so izredno inteligentni, vendar svojo inteligenco po navadi obračajo sebi v prid (znajo biti pametnejši od lastnikov), saj zaradi njihove svojeglavosti večina lastnikov obupa. Ker so bili samojedi prvotno vlečni psi, marsikateri nešolani samojed na sprehodu raje vleče lastnika za sabo, kot pa da bi hodil ob nogi. Ker so njihove čeljusti ob kotičkih zavihane navzgor, se zdi, kakor da bi se ves čas smejali (smejoči pes).

## Zdravje
Samojede velikokrat prizadene bolezen kolkov in v starejših letih očesna bolezen. Tako kot drugi čistokrvni pasemski psi so tudi samojedi izpostavljeni diabetesu, če njihovi lastniki niso dovolj previdni. Običajna življenjska doba samojedov je od 10 do 15 let.

## Nega
Spomladi in jeseni, ko menjajo dlako, jim ta odpada v klobčičih. Tedaj jih je treba česati s kovinsko krtačo, ki seže globlje, kar bo omogočilo samojedu, da bo kmalu spet tak, kot je bil poprej. Kopanje ima lahko številne neželene posledice, na primer poškodbe kože in odstranitev samojedove naravne zaščite pred umazanijo. Krtačiti jih je treba vsaj dvakrat na teden. Za bolj sijočo dlako je potrebno paziti tudi na prehrano, ki naj vsebuje dobro mero mesa in rib.

## Zanimivosti
- Nedavne analize DNK so pokazale, da samojed spada med 14 najstarejših pasem psov, ki so do danes ostale bolj ali manj nespremenjene.
- Samojedov dandanes ne uporabljajo več tako pogosto za vleko sani, saj kljub svoji vlečni naravi ne morejo tekmovati s pasmami, izurjenimi posebej za to nalogo.